# الأكاديمية الوطنية الألمانية للعلوم ليوبولدينا

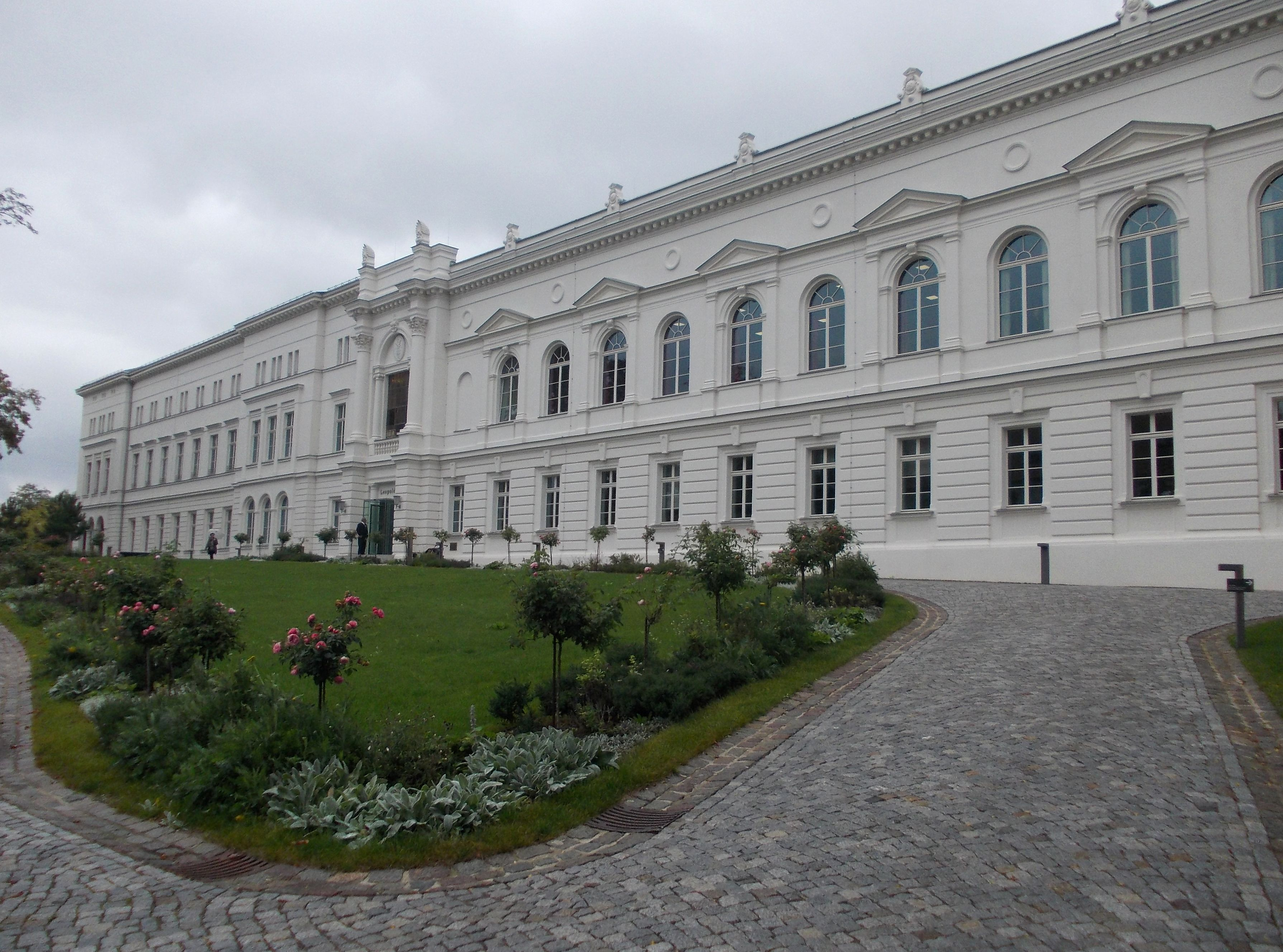
الأكاديمية الوطنية الألمانية للعلوم ليوبولدينا في هاله.

الأكاديمية الوطنية الألمانية للعلوم ليوبولدينا (بالإنجليزية: German National Academy of Sciences Leopoldina)‏ أو الأكاديمية الألمانية لعلوم الطبيعة ليوبولدينا (بالألمانية: Deutsche Akademie der Naturforscher Leopoldina) هي أكاديمية العلوم الوطنية في ألمانيا، يقع مقرها في هاله. تأسست في شفاينفورت سنة 1652، وهي بذلك أقدم أكاديمية علمية وطنية على المستوى العالمي. وقد اعترف ليوبولد الأول، إمبراطور الإمبراطورية الرومانية المقدسة بالأكاديمية سنة 1687، مانحًا إياها اسم «ليوبولدينا»., p. 7–8; 

## الأعضاء
ينتمي ثلاثة أرباع أعضاء الأكاديمية إلى دول ناطقة بالألمانية (ألمانيا والنمسا وسويسرا)، بينما ينتمي الباقون إلى 30 دولة أخرى. ويعد انتخاب شخص ما لعضوية الليوبولدينا أرفع تكريم أكاديمي تمنحه أية مؤسسة في ألمانيا.
حتى سنة 2014، بلغ عدد زملاء الليوبولدينا الذين حصلوا على جائزة نوبل 169 عالمًا، ومن أبرز زملاء الأكاديمية كل من:
- إرنست رذرفورد
- ألبرت أينشتاين (استُبعد سنة 1933 لكونه يهوديًا)
- أوتو هان
- تشارلز داروين
- تيودور هانش
- غيرهارد إرتل
- فيلهلم أوستفالد
- ماكس بلانك
- يوهان فولفغانغ فون غوته
- أنتون شروتر

## رؤساء الأكاديمية
فيما يلي قائمة برؤساء الأكاديمية مع تواريخ شغلهم للمنصب ومقر مكاتبهم:
- 1652–1665 يوهان لورنتس باوش (شفاينفورت)
- 1666–1686 يوهان ميكايل فير (شفاينفورت)
- 1686–1693 يوهان غورغ فولكامر (نورنبرغ)
- 1693–1730 لوكاس شروك (آوغسبورغ)
- 1730–1735 يوهان ياكوب باير (آلتدورف باي نورنبرغ)
- 1735–1769 أندرياس إلياس بوخنر (إرفورت، هاله)
- 1770–1788 فرديناند ياكوب باير (نورنبرغ)
- 1788–1791 هاينريش فريدريش دليوس (إرلنغن)
- 1791–1810 يوهان كريستيان دانيل فون شربر (إرلنغن)
- 1811–1818 فريدريش فون فينت (إرلنغن)
- 1818–1858 كريستيان غوتفريد فون دانيال نيس إيزنبيك (إرلنغن، بون، بريسلاو)
- 1858–1862 ديتريش غورغ فون كيسر (يينا)
- 1862–1869 كارل غوستاف كاروس (دريسدن)
- 1870–1878 فيلهيلم فريدريش غورغ بين (دريسدن)
- 1878–1895 هيرمان كنوبلاوخ (استقر المكتب منذ ذلك الحين في هاله)
- 1895–1906 كارل فون فريتش
- 1906–1921 فريدريش هاينريش ألبرت فانغرين
- 1921–1924 أوغست غوتسمر
- 1924–1931 يوهانس فالتر
- 1932–1950 إميل أبدرهالدن
- 1952–1953 أوتو شلوتر
- 1954–1974 كورت موتيس
- 1974–1990 هاينز بيتغه
- 1990–2003 بينو بارتير
- 2003–2010 فولكر تير مويلن
- 2010–الآن يورغ هاكر

## معلومات أخرى
سمي الكويكب 893 ليوبولدينا نسبة إلى الأكاديمية.

## وصلات خارجية
- الموقع الرسمي (بالإنجليزية) (بالألمانية)